# Teplánszky Sándor
Teplánszky Sándor (Arad, 1886. december 18. – Budapest, 1944.) magyar festőművész. 

## Élete
Teplánszky Adolf (1855–1917) és Löwinger Emma (1862–1939) fiaként született. Budapesten végezte a rajztanárképzőt. Mesterének, Székely Bertalannak művészi elveit követte, műveiben felvidéki, belgiumi és amerikai útjainak motívumait is feldolgozta. 1914-től 1931-ig több gyűjteményes kiállítást rendeztek munkáiból, amelyekből néhányat a Magyar Nemzeti Galéria őriz.
Az 1930-as évek elején az USA-ban is dolgozott. Műveiben konzervatív, politikai nézeteiben kommunista művész volt.
1944-ben a nyilasok elhurcolták és megölték.